# Isabell Bachor
Isabell Bachor, född den 10 juli 1983 i Trier i Tyskland, är en tysk fotbollsspelare. Vid fotbollsturneringen under OS 2004 i Aten deltog hon i det tyska lag som tog brons. 
Bachor har spelat för tyska SC 07 Bad Neuenahr, Bayern München och norska LSK Kvinner FK.